# Coosa
Il Coosa è un fiume degli Stati Uniti d'America che nasce nella Georgia ma che per il 90% della sua lunghezza scorre nell'Alabama.
Formato dalla confluenza dei fiumi Oostanaula ed Etowah, nelle vicinanze di Rome procede per più di 400 km in direzione sud-sud-ovest e, insieme al fiume Tallapoosa giunto nei pressi di Montgomery forma il fiume Alabama che, continua il suo percorso tutto all'interno dello Stato omonimo per poi formare, con il Tombigbee il fiume Mobile che finisce la sua corsa nella baia di Mobile, nel golfo del Messico, 70 km più a sud.

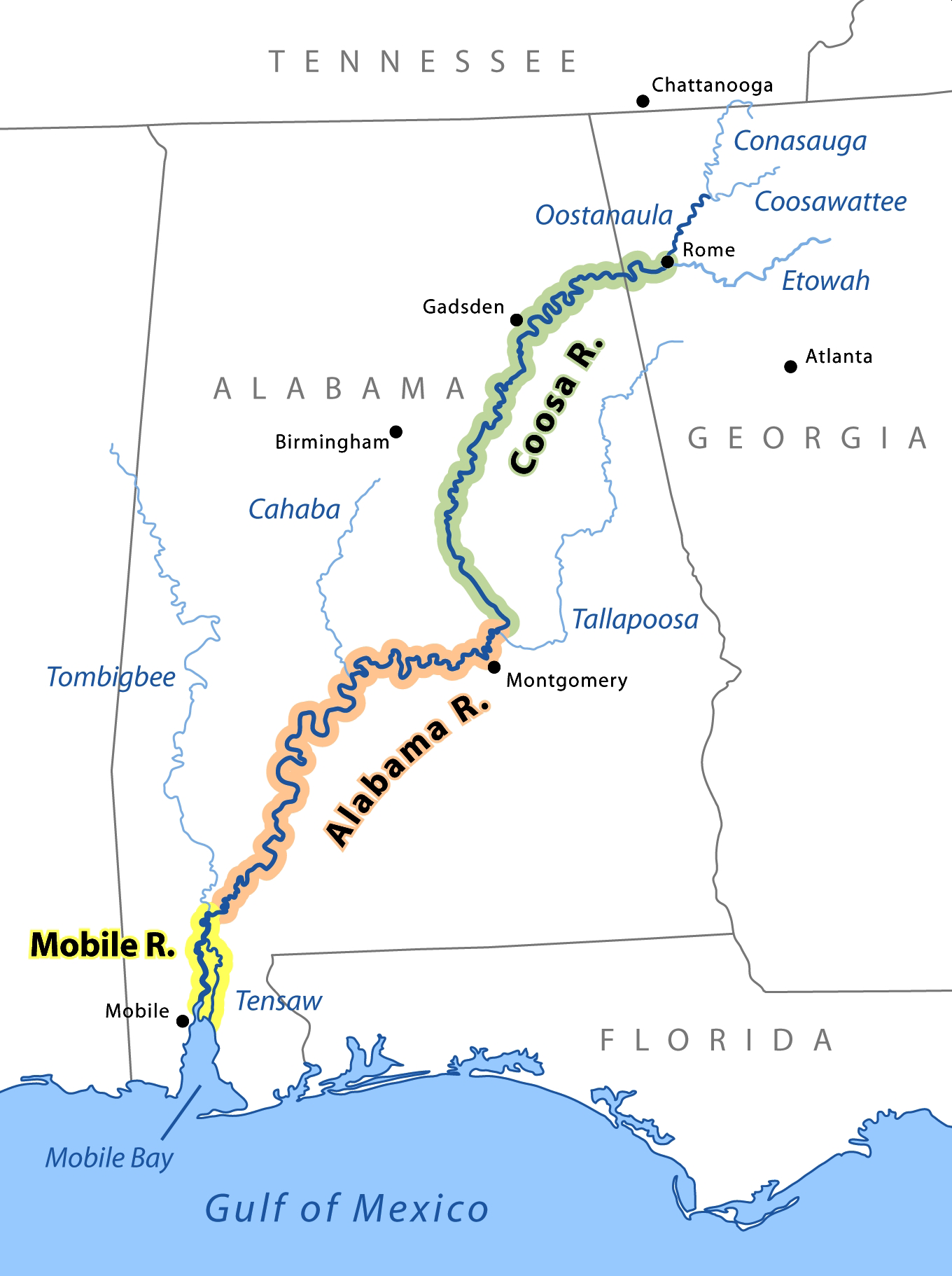
Il percorso del fiume Coosa, che genera l'Alabama che a sua volta forma il Mobile

.